# Longlaville
Longlaville – miejscowość i gmina we Francji, w regionie Grand Est, w departamencie Meurthe i Mozela.
Według danych na rok 1990 gminę zamieszkiwało 2305 osób, a gęstość zaludnienia wynosiła 727 osób/km² (wśród 2335 gmin Lotaryngii Longlaville plasuje się na 190. miejscu pod względem liczby ludności, natomiast pod względem powierzchni na miejscu 1163.).